# Fyris II
Fyris II var ett ångfartyg byggt vid Bergsunds mekaniska verkstad i Stockholm 1875 som Fyris. Levererad 1876 till Ångfartygs AB Garibaldi, Uppsala. Trafik på traden Uppsala – Skokloster – Sigtuna – Stockholm. 1889 namnändrad för att skiljas från Fyris I. Såldes på 1930-talet och bytte namn till Margareta innan hon byggdes om till gruspråm.
Vid flyttning från Gäddviken, Nacka mot Gåsö Varv, Saltsjöbaden, 1977 sjönk hon och övergavs.